# O'Neill (patronyme)
Pour les articles homonymes, voir O'Neill.
Cette page présente le nom de famille O'Neill ainsi que ses variantes.
O'Neill est un patronyme irlandais très courant.

## Occurrence
Ce nom de famille est très courant en Irlande et aux États-Unis. Il est très rare en France.
Cinq personnes nées en France depuis 1890, dans quatre départements. Il est au 504 478 rang des noms les plus portés en France.

## Étymologie
Il s'agit d'un nom irlandais désignant le descendant de Neil, Neill. C'est un nom de personne gaélique qui a au départ le sens de champion.

## Variantes
- Niall
- Neill
- Uí Néill
- O'Neil
- O'Neal
- Mac Neill

## Histoire
Niall, un Haut Roi d'Irlande à la limite du mythe et de l'histoire, aurait vécu au Ve siècle. Il serait à l'origine de la famille des Uí Néill qui donne aujourd'hui O'Neill.